# DXF
DXF (viết tắt của tiếng Anh: Drawing Exchange Format) là một định dạng dữ liệu được phát triển bởi Autodesk dùng cho việc chuyển đổi dữ liệu giữa các phần mềm hỗ trợ thiết kế khác nhau.
DXF được giới thiệu lần đầu vào tháng 12 năm 1982 nhằm cung cấp bản thay thế chính xác hơn so với bản DWG truyền thống. Trong nhiều năm tiếp theo, Autodesk vẫn không chịu công bố thông tin về kỹ thuật nên việc truy nhập tập tin gặp không ít khó khăn. Các thông tin kỹ thuật DXF được chính thức công bố trên trang mạng từ khi có phiên bản AutoCAD 13 (11.1994) cho đến phiên bản AutoCAD 2009 (3.2008).